# Iwan Łukjanienko
Iwan Łukjanienko (ros. Иван Лукьяненко; ur. 25 czerwca 1996 w Nowosybirsku) – rosyjski siatkarz, grający na pozycji rozgrywającego.

## Sukcesy klubowe
Liga rosyjska:
- 2017

Superpuchar Serbii:
- 2024[3]